# Kenro Izu
Pour les articles homonymes, voir Izu (homonymie).
Kenro Izu (井津 建郎, Izu Kenrō, né en 1949) est un photographe japonais installé aux États-Unis, lauréat de l'édition 2000 des prix de la Société de photographie du Japon dans la catégorie « avancement culturel ».

## Biographie
Izu fréquente l'école d'art de l'université Nihon à Tokyo de 1969 à 1972. Après avoir déménagé aux États-Unis en 1972, il passe deux ans à travailler comme assistant photo à New York et par la suite créé son propre studio, spécialisé dans la photographie de nature morte. Depuis 1979, en plus de son travail commercial bien établi, Kenro a commencé son engagement professionnel sérieux à sa photographie d'art, parcourant le monde pour capturer les monuments sacrés de pierres anciennes dans leur milieu naturel. Il a parcouru et documenté l'Égypte, la Syrie, la Jordanie, l'Angleterre, l'Écosse, le Mexique, la France et l'île de Pâques (Chili).
Il s'est également intéressé au bouddhisme et aux monuments hindous en Asie du Sud Est : Cambodge, Birmanie, Indonésie, Vietnam et Inde. Grâce à eux, il capte la beauté profonde des états naturels de décomposition.
Izu a fondé « Amis Sans Frontière », association destinée à recueillir des fonds pour les hôpitaux pour enfants du Cambodge. Les bénéfices de la vente de reproductions de ses photographies et de son livre Light Over Ancient Angkor, sont reversés à cette cause.
Kenro Izu, lauréat de l'édition 2007 des prix Lucie Visionary Photographer, est publié par la revue photographique En Foco Nueva Luz.

## Publications
- Nueva Luz photographic journal, Volumes 12#2 (2007), et 1#1 (1984)